# Most Długi w Szczecinie
Most Długi im. Sobieskiego (łac. pons longus, przed 1945 r. niem. Hansa-Brücke) – most nad Odrą Zachodnią w Szczecinie łączący część miasta leżącą na Łasztowni z centrum. Pełni ważną funkcję komunikacyjną.

## Historia

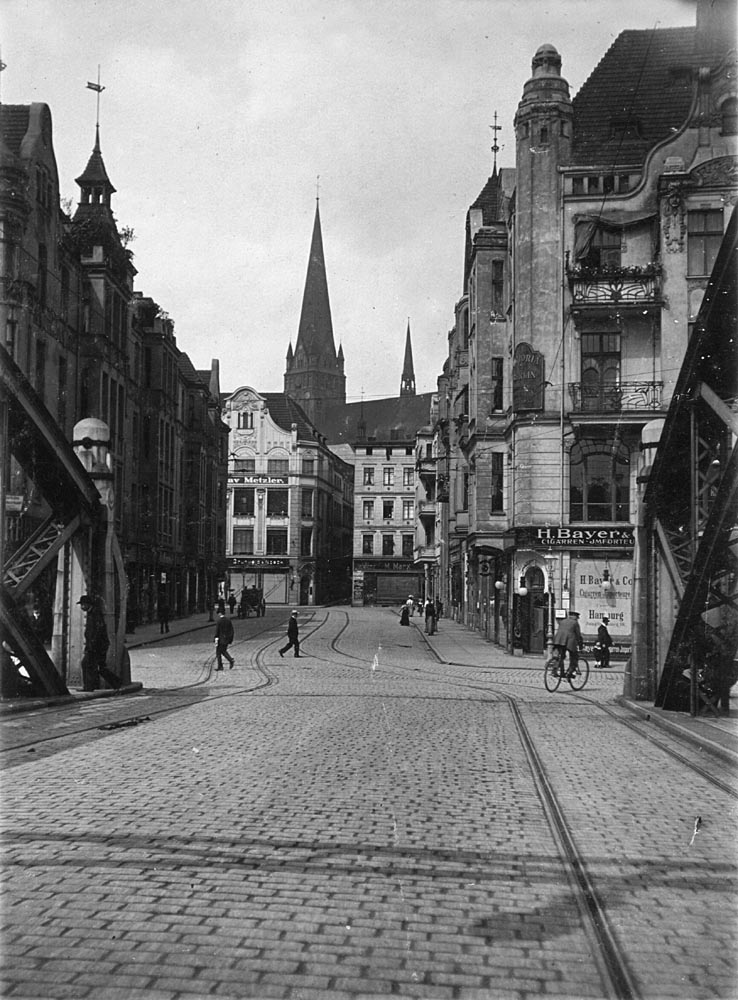
Widok z mostu Długiego w kierunku centrum w 1907 roku

Most Długi był pierwszym mostem w Szczecinie. Drewniany most z przepustem dla statków wybudowano w 1283 r. w miejsce dotychczasowej przeprawy promowej.
W 1900 r. przestarzały most rozebrano i 8 maja 1903 r. oddano do użytku nowoczesny most nazwany Mostem Hanzy (niem. Hansabrücke). W przeciwieństwie do poprzedniej konstrukcji był to most zwodzony. Pierwszy tramwaj kursujący po moście (linia nr  1) przejeżdżał przez niego siłą rozpędu do czasu montażu sieci trakcyjnej w 1929 r. Most Hanzy został wysadzony 20 kwietnia 1945 r. przez wycofujące się wojska Wehrmachtu.
W sierpniu 1947 na filarach zniszczonego mostu położono drewnianą kładkę.

W roku 1959 most został odbudowany według projektu Henryka Żółtawskiego. Zwodzony do roku 2000, kiedy podczas renowacji zespawano go na stałe.

## Komunikacja
Przez most przejeżdżają tramwaje linii nr  2,  7 i  8, a dawniej kursowały nim także linie nocne. Przez most przejeżdżają linie autobusowe zwykłe: 52, 76 i pospieszne: A, B, C, G, H oraz nocne: 522, 531 i 532.

## Zdjęcia

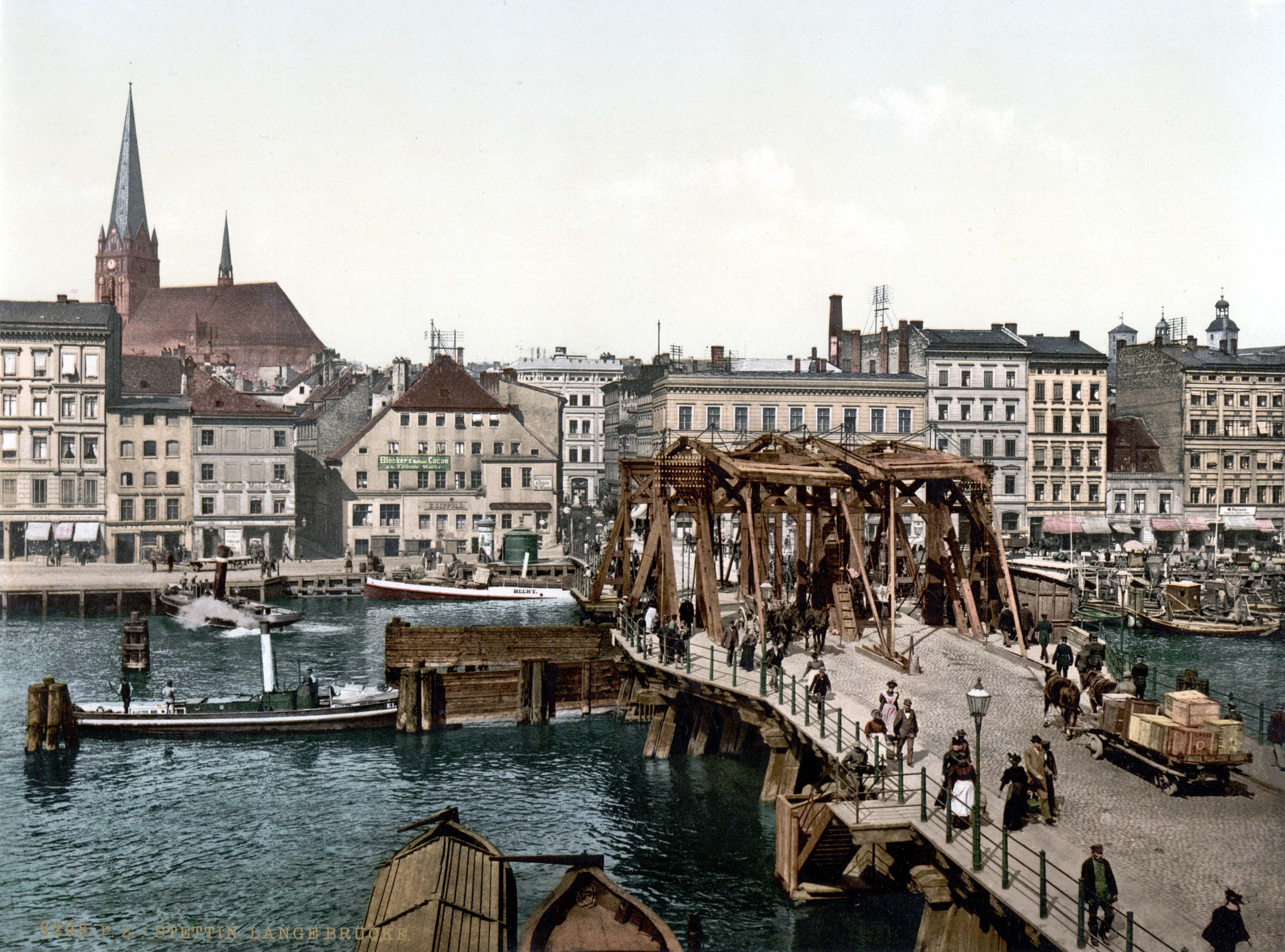
Most Długi w latach 1890 – 1900. Widok z Łasztowni.
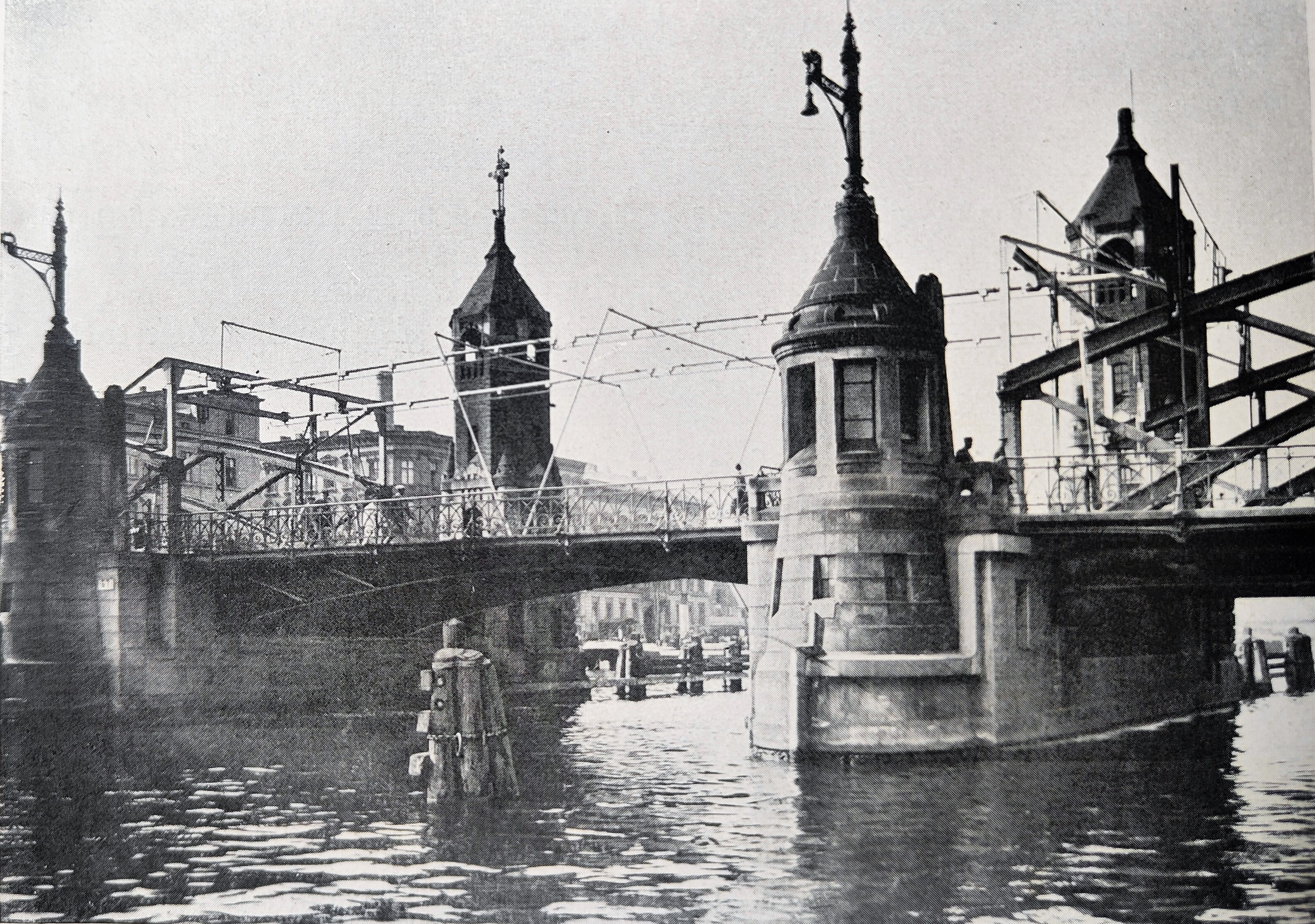
Most Hanzy w latach 20. XX wieku
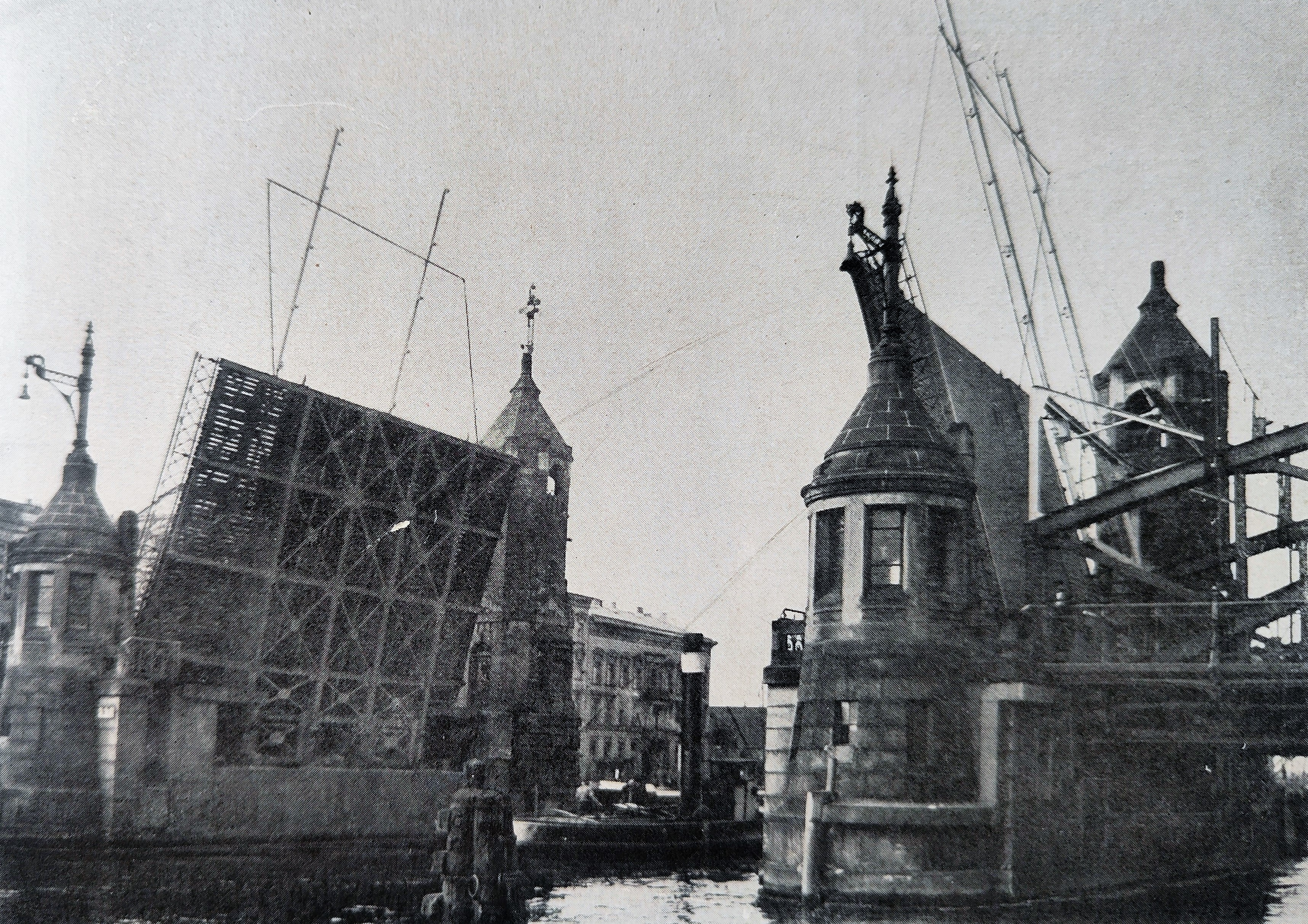
Most Hanzy w latach 20. XX wieku: podnoszenie przęseł zwodzonych
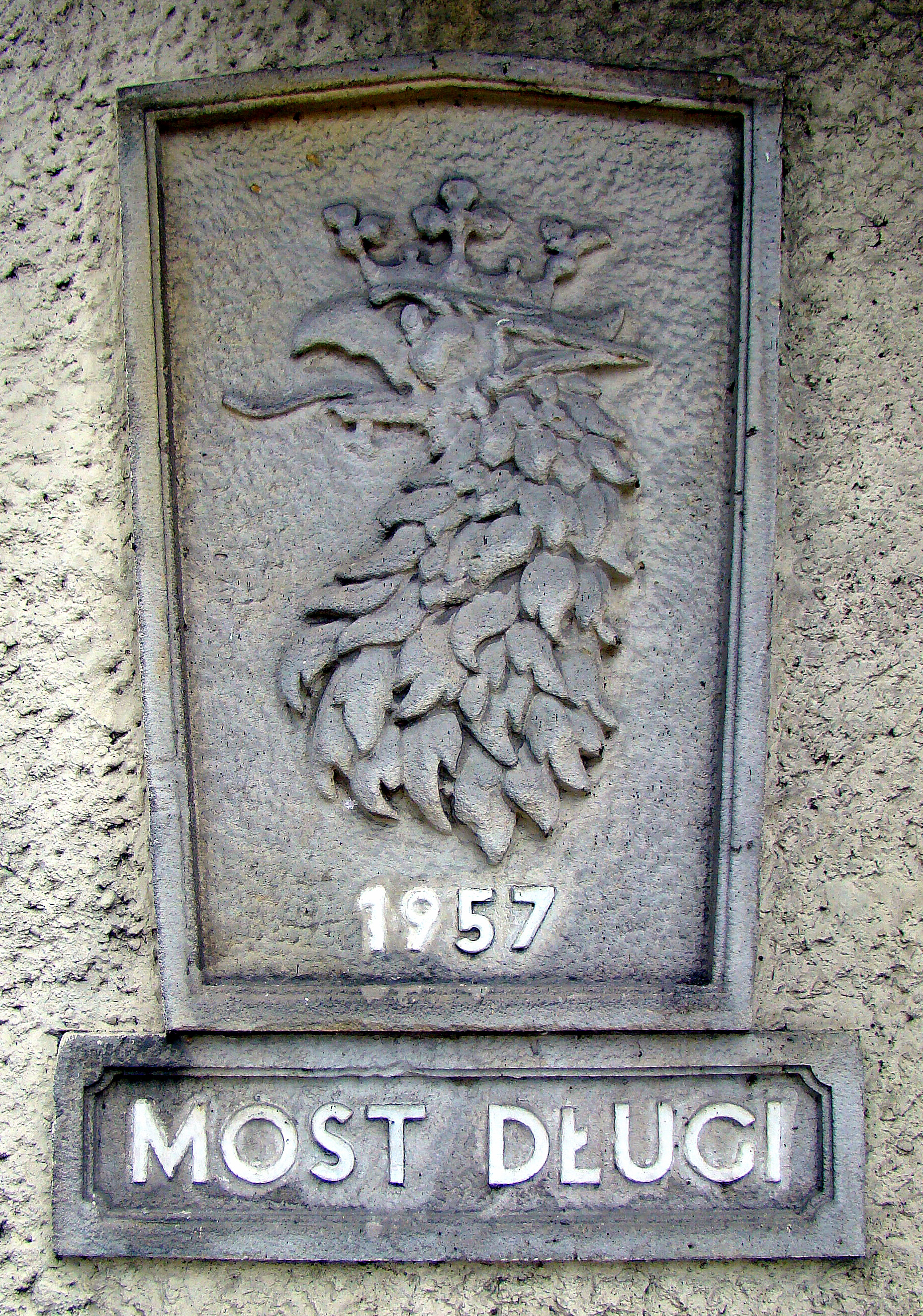
Herb Szczecina przy Moście Długim.
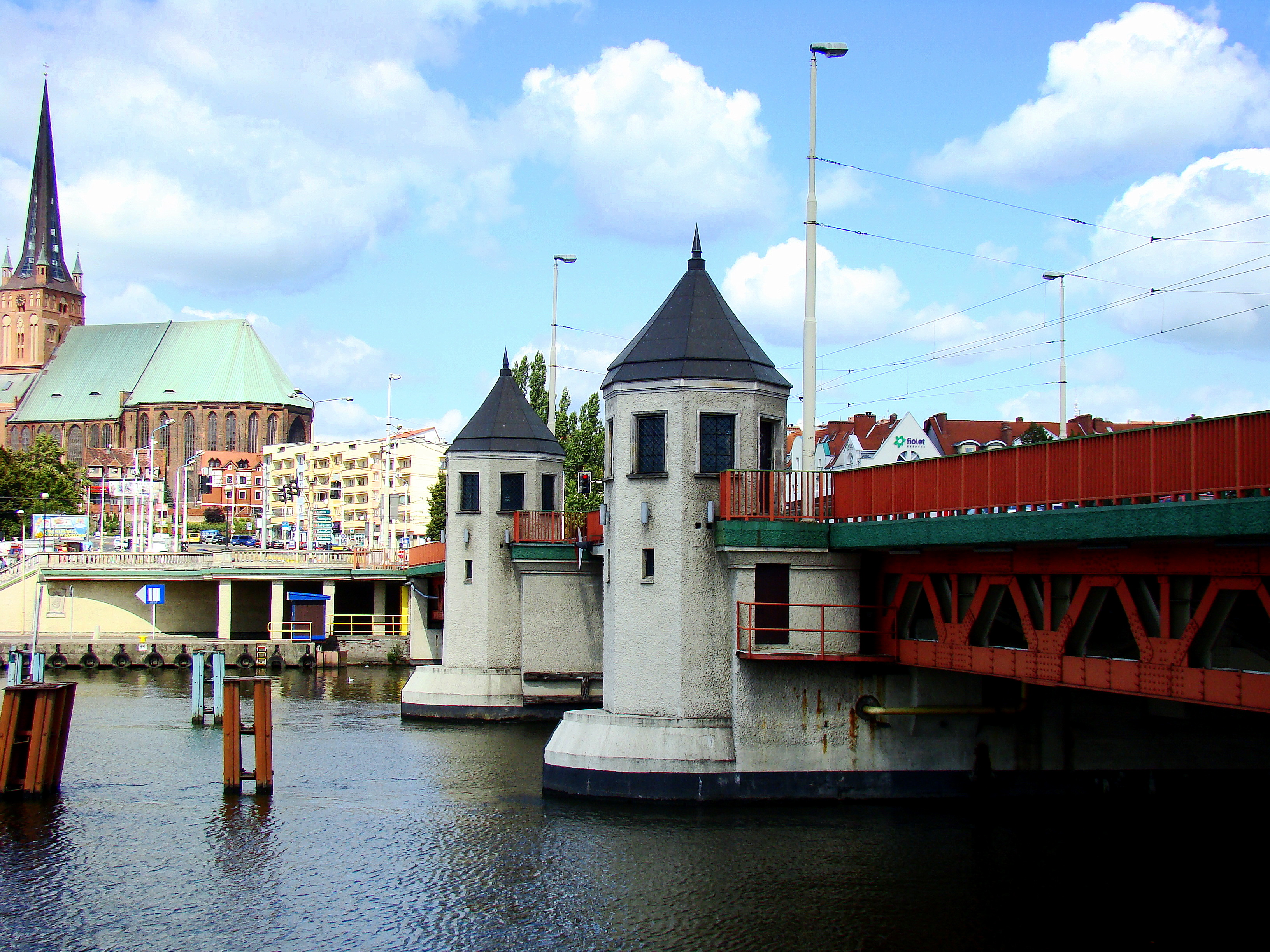
Wieżyczki Mostu Długiego.
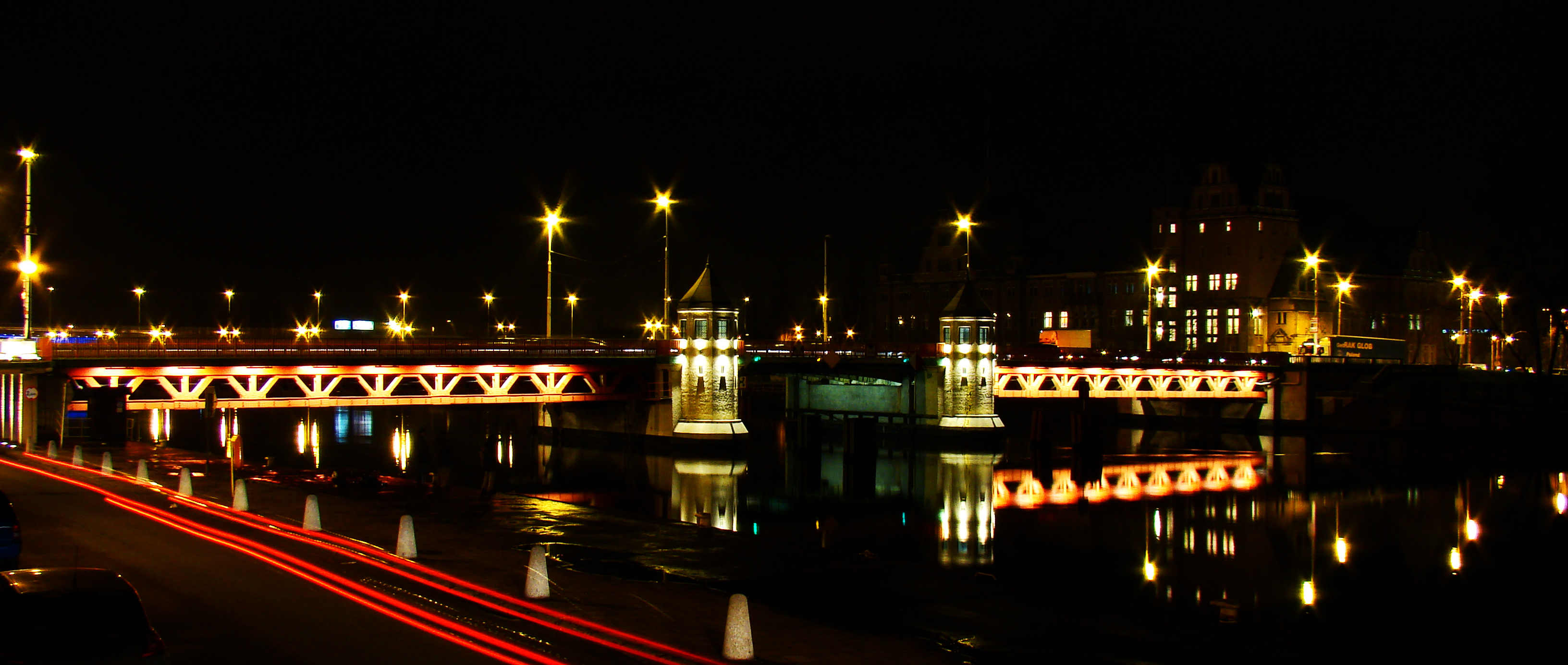
Iluminacja Mostu Długiego.